# Педро Регейро
Педро Регейро Пагола (ісп. Pedro Regueiro Pagola, 19 грудня 1909, Ірун, Іспанія — 11 червня 1985, Мехіко, Мексика) — іспанський футболіст, що грав на позиції півзахисника.
Виступав за національну збірну Іспанії.
Чемпіон Іспанії. Дворазовий володар кубка Іспанії.

## Клубна кар'єра
У дорослому футболі дебютував 1928 року виступами за команду клубу «Реал Уніон», в якій провів один сезон, взявши участь у 9 матчах чемпіонату.
Протягом 1930—1932 років знову захищав кольори команди клубу «Реал Уніон».
1932 року перейшов до клубу «Реал Мадрид», за який відіграв чотири сезони. За цей час виборов титул чемпіона Іспанії. Завершив професіональну кар'єру футболіста виступами за команду «Реал» Мадрид у 1936 році.
У чотирьох командах поряд грав старший брат Луїс Регейро, учасник другого чемпіонату світу. Молодший брат Томас грав з ними два сезони в «Астуріасі».

## Виступи за збірні
1927 року провів один матч у складі олімпійської збірної Іспанії.
1928 року дебютував в офіційних матчах у складі національної збірної Іспанії. Протягом кар'єри у національній команді, яка тривала 9 років, провів у формі головної команди країни 4 матчі.
| № | Дата       | Місто     | Господарі  | Рахунок | Гості     | Голи                                                           |
| - | ---------- | --------- | ---------- | ------- | --------- | -------------------------------------------------------------- |
| 1 | 08.01.1928 | Лісабон   | Португалія | 2:2     | Іспанія   | Мануель, Сантуш — Сальдуа, Гойбуру                             |
| 2 | 12.05.1935 | Кельн     | Німеччина  | 1:2     | Іспанія   | Конен — Лангара (2)                                            |
| 3 | 19.01.1936 | Мадрид    | Іспанія    | 4:5     | Австрія   | Лангара (2), Регейро (2) — Цишек, Біндер, Біцан, Ганрайтер (2) |
| 4 | 23.02.1936 | Барселона | Іспанія    | 1:2     | Німеччина | Регейро — Фат (2)                                              |

## Досягнення
- Чемпіон Іспанії:

«Реал Мадрид»: 1932–1933
- Володар кубка Іспанії:

«Реал Уніон»: 1927
«Реал Мадрид»: 1934, 1936